# 墨西哥城地鐵4號線
墨西哥城地鐵4號線（西班牙語：Línea 4 del Metro de la Ciudad de México）是墨西哥城地鐵的第四條路線，在聯邦區內是南北走向。此線以湖水藍色標示。此線是全墨西哥城地鐵載客量最少的路線，也是唯一全線沒有地下路段的路線。